# Паспорт гражданина Донецкой Народной Республики
Па́спорт граждани́на Донецкой Народной Республики использовался гражданами самопровозглашённой Донецкой Народной Республики на её территории.

## История
Первый паспорт гражданина ДНР был выдан в марте 2015 года. До того момента в качестве документа, удостоверяющего личность, использовался паспорт гражданина Украины.
По состоянию на начало 2021 года, как минимум 15 % населения территории, контролируемой самопровозглашённой ДНР, обладали паспортами этой республики. Эти документы, в частности, использовались как одно из оснований для получения гражданства Российской Федерации в упрощённом порядке, установленном указом президента Рф в 2019 году. Несмотря на отсутствие официальной статистики, некоторые аналитики, в том числе журналист и блогер Алексей Дурнев, высказывали предположение, что доля обладателей российского гражданства может быть сопоставима с числом владельцев «паспортов ДНР». Вместе с тем, по результатам исследования, проведённого Донецким информационным институтом (ДИИ), распространение российского гражданства среди населения оказалось значительно ниже прогнозируемого уровня — не более 7 %.
Дополнительные ограничения в отношении использования украинских документов были введены указом главы ДНР от 23 сентября 2020 года, касающимся «особенностей использования паспортов граждан Украины на территории ДНР». Согласно этому акту, украинские паспорта признавались допустимыми к использованию, однако в них предполагалось ставить специальный штамп местных властей. По оценке Восточной правозащитной группы, такая практика фактически аннулировала документ с точки зрения украинского законодательства и, по имеющимся сведениям, могла быть направлена на постепенное вытеснение украинских паспортов с территории.
Кроме того, в течение 2020 года сообщалось о случаях давления со стороны налоговых органов самопровозглашённой республики на представителей бизнеса с целью побудить их к получению «паспортов ДНР». Аналогичные требования предъявлялись пенсионерам, которым отказывали в доступе к социальным выплатам при отсутствии соответствующего документа.
После вхождением ДНР в состав России, в соответствии с указом временно исполняющего обязанности (врио) Главы ДНР № 93 от 28 марта 2023 года, срок действия паспортов гражданина ДНР выданных до 1 марта 2023 года, был продлён до 31 декабря 2023 года включительно. Указом Главы ДНР № 54 от 19 февраля 2024 года, срок был продлён до 31 декабря 2024 года включительно с ретроактивным применением с 1 января. Однако указом Главы ДНР № 581 от 9 ноября 2024 года срок досрочно истёк 1 декабря 2024 года.

## Описание
Паспорт Донецкой Народной Республики был бордового цвета, в верхней части была написана надпись «ДОНЕЦКАЯ НАРОДНАЯ РЕСПУБЛИКА», в середине был изображён герб Донецкой Народной Республики, а в нижней части была надпись «ПАСПОРТ».
Этот паспорт выдавался всем гражданам республики по достижении ими 14 лет и имел законную силу в качестве основного удостоверения личности на территории ДНР, ЛНР и Российской Федерации. За пределами ДНР, ЛНР и Российской Федерации этот паспорт был не действителен.
Паспорт гражданина Донецкой Народной Республики являлся документом, удостоверяющим личность владельца и подтверждающим гражданство Донецкой Народной Республики.
Паспорт был действителен для заключения гражданско-правовых сделок, совершения банковских операций, оформления поручений другим лицам для представительства перед третьим лицом лишь на территории Донецкой Народной Республики, если иное не предусмотрено международными договорами Донецкой Народной Республики.

## Содержание
1. номер и серия;
2. наименование государства, выдавшего паспорт, — Донецкая Народная Республика;
3. личную подпись владельца;
4. фамилию;
5. имя;
6. отчество;
7. дату рождения;
8. место рождения;
9. пол владельца;
10. дату выдачи;
11. наименование учреждения, выдавшего паспорт;
12. код учреждения, выдавшего паспорт;
13. подпись начальника учреждения, выдавшего паспорт;
14. печать учреждения, выдавшего паспорт.

Паспорт гражданина Донецкой Народной Республики заполнялся на русском языке.

## Срок действия
Паспорт гражданина действовал:
- от 14 лет — до достижения 20-летнего возраста;
- от 20 лет — до достижения 45-летнего возраста;
- от 45 лет — бессрочно.

## Серия и номер паспорта
Серия и номер паспорта записывались в формате 93 XX YYYYYY, где 93 XX — четырёхзначная серия паспорта и YYYYYY — шестизначный номер паспорта.
Первые две цифры серии паспорта всегда были равны 93; третья и четвёртая цифры серии паспорта соответствовали последним двум цифрам года выпуска бланка паспорта.